# Erewoordverklaring
De erewoordverklaring is een verklaring die beroepsofficieren van de Nederlandse krijgsmacht in de Tweede Wereldoorlog op last van de Duitse bezetters moesten ondertekenen in 1940. Deze erewoordverklaring hield in dat de ondertekenaars daarvan op geen enkele wijze in verzet zouden komen tegen de Duitsers.
De verklaring werd op 14 juli 1940 aan alle Nederlandse beroepsofficieren voorgelegd ter ondertekening. Hoewel er soms felle discussies gevoerd werden door officieren onderling of de verklaring ondertekend moest worden, of dat dat als een vorm van verraad moest worden gezien, ondertekenden uiteindelijk de meesten de verklaring. Slechts 69 militairen weigerden de verklaring te ondertekenen.

## Tekst van de verklaring
“Hierdoor verzeker ik op eerewoord dat ik gedurende dezen oorlog althans zoolang Nederland zich met het Duitsche Rijk in oorlogstoestand bevindt aan geen enkel front noch direct, noch indirect zal deelnamen  aan den strijd tegen Duitschland. Ik zal geen handeling begaan of verzuim plegen waardoor het Duitse Rijk schade, van welke aard ook, zou kunnen lijden.”

## Gevolgen
Slechts 68 officieren en 1 stoker besloten de verklaring niet te tekenen. Dit waren:
| Hoogere Krijgsschool - 1ste Luit H.E.C. van Ameyden van Duym - 1ste Luit H.C. Bajetto (KNIL) - Kap A.P. Berlijn - 1ste Luit M. Braun - 1ste Luit F.M.F. Claassen - 1ste Luit G.W.T. Dames - Kap A.L.C. Dufour - Maj C. Giebel - Kap M. van den Heuvel - 1ste Luit L.E. Hinrichs - Kap K.J. Luchsinger - Kap F.H. ter Meulen - Kap J.J. Mojet - Kap A.J.A. Pereira - Kap E. Pesch - 1ste Luit J.G. Smit - Ritm E. Steenhouwer - Kap H. Trebels - 1ste Luit F. van der Veen - Kap Q. de Veer - Kap T. Willer | Koninklijke Militaire Academie - 1ste Luit B. Andringa - 1ste Luit T. Beets - Kap F.J. Bijvoet - Kap W.K. Boogh - Ritm J.H. Daams - Vdg O.L. Drijber - Kap J.A.J. Elders - Kap L.R. van der Elst - Maj E. Engles - Vdg F.V. Geerligs - Vdg W.G.T. Grijzen - Vdg J.H. Hageman - Vdg L. de Hartog - Genm H.C.G. Baron van Lawick - Vdg A.G.L. Ligtermoet - Sgt C. Linck - Vdg O. van Lingen - Vdg A.P.T. Luteijn - Kap G.A. van Nimwegen - Kap A.L. Nouwens - Vdg F.J. van der Schraaf - Vdg H.R. von Seydlitz-Kurzbach - 1ste Luit W. Spiering - Kap L.T.W. de Vries - Kap G.J.W. van Walraven - Vdg C.J. Witjens | Technische Cursus - 1ste Luit D.C. van Hutten Algemeen Hoofdkwartier - Lgen P.W. Best - Kap H.O. Romswinckel - Lgen J.J.G. Baron van Voorst tot Voorst - Gen H.G. Winkelman Veldleger - Genm A.R. van den Bent - 1ste Luit N. Hogerland - 1ste Luit J.J.L. Baron van Lynden - Genm H.F.M. Baron van Voorst tot Voorst Vesting Holland - Kap M.J. van der Hoogh | Departement van Koloniën - Maj D.R.A. van Langen Indische verlofgangers - Kap J.P. Moquette - Kap H.J. Veenendaal Koninklijke Marine - Ltz1 D.J. van Doorninck - Ltz2 C.L.J.F. Douw van der Krap - Ltz3 G. Feith - Ltz1 G.IJ.C. Fraser (1900-1974) - Ltz3 F.E. Kruimink - Stoker 2e klas W. de Lange - Ltz2 E.H. Larive - Ltz2 D.W. Baron van Lynden - Ltz2 F. Steinmetz |

Zij waren van mening dat zij daarmee hun officierseed, waarin zij trouw hadden beloofd aan de Koningin, zouden breken, en daarmee dus verraad zouden plegen. Meer dan de helft van hen waren leden van het KNIL, Koninklijk Nederlandsch-Indisch Leger. De officieren die weigerden te tekenen werden direct na hun weigering krijgsgevangen genomen en afgevoerd naar krijgsgevangenkampen in Duitsland. Wegens diverse ontsnappingspogingen kwam de groep krijgsgevangen Nederlandse officieren uiteindelijk in het beruchte kamp Colditz terecht.
De officieren die de erewoordverklaring wel hadden ondertekend mochten naar huis, maar moesten zich wel regelmatig melden. Op 15 mei 1942 werden zij echter alsnog krijgsgevangengenomen en eveneens naar krijgsgevangenkampen, waaronder Kamp Stanislau, afgevoerd. De erewoordverklaring had menigeen er namelijk niet van weerhouden toch deel te nemen aan het verzet, de Duitsers besloten hierop alle officieren alsnog gevangen te nemen.
In de loop van de oorlogsjaren wist een aantal van de krijgsgevangen officieren te ontsnappen uit hun gevangenschap. Een deel daarvan wist neutraal gebied (o.a. Zwitserland) te bereiken, waarna zij konden doorreizen naar een van de geallieerde landen om opnieuw aan de strijd deel te nemen. Anderen werden na hun ontsnapping opnieuw opgepakt en teruggestuurd naar de krijgsgevangenkampen.

## Discussie na de oorlog
Na de Tweede Wereldoorlog ontstond er de nodige discussie over de status van de erewoordverklaring. Een zuiveringscommissie oordeelde zelfs dat degenen die de verklaring wel hadden ondertekend maar later toch aan het verzet deelnamen, uit de Krijgsmacht zouden moeten worden ontslagen omdat zij de officierseer ernstig beschadigd hadden. Zo ver is het echter niet gekomen. Ook de parlementaire enquêtecommissie naar het regeringsbeleid in de Tweede Wereldoorlog hield zich met de erewoordkwestie bezig: zij sprak haar waardering uit voor de officieren die weigerden de "niet toelaatbare" verklaring te ondertekenen. Over de vraag of officieren die hun erewoord wel hadden gegeven mochten deelnemen aan het verzet was de commissie verdeeld.
Al in 1942 had ook koningin Wilhelmina haar waardering uitgesproken over hen die de verklaring niet ondertekenden: "Hoewel hare majesteit zich hoogstderzelver oordeel over de motieven van de Nederlandse militairen, die de belofte aflegden om niet meer tegen Duitschland te strijden wenscht voor te behouden, kan namens Hare Majesteit grote waardering voor hun standpunt worden kenbaar gemaakt aan officieren die de belofte niet afgaven.". Tevens wilde Wilhelmina dat degenen die niet getekend hadden na de oorlog in aanmerking zouden komen voor een koninklijke onderscheiding. Luitenant-generaal van Voorst tot Voorst (die de verklaring zelf ook niet had ondertekend) kreeg van haar na de oorlog de opdracht om dit tot stand te brengen. De naoorlogse militaire top bestond echter uit militairen die destijds de verklaring wel hadden ondertekend. Zij vonden een koninklijke onderscheiding voor de niet-tekenaars onaanvaardbaar. Ook een voorstel om een lage onderscheiding toe te kennen haalde het niet. Uiteindelijk kregen alleen zij die met succes uit krijgsgevangenschap wisten te ontsnappen een onderscheiding.